# Il turco in Italia
Il turco in Italia è un'opera buffa in due atti di Gioachino Rossini, su libretto di Felice Romani.
La prima assoluta ebbe luogo al Teatro alla Scala a Milano, il 14 agosto 1814 diretta da Alessandro Rolla con Filippo Galli e Giovanni David. L'opera fu accolta freddamente quella stagione, soffrendo il paragone con L'italiana in Algeri, con la quale condivideva il gusto della "turcheria"; fu riabilitata nello stesso teatro sette anni più tardi, nel 1821.
La fortuna moderna del Turco in Italia nasce negli anni '50 del '900, con due riprese dirette da Gianandrea Gavazzeni e interpretate da Maria Callas nel ruolo della protagonista, la prima nel 1950 al Teatro Eliseo di Roma, la seconda alla Scala nel 1954, per la regia di un giovanissimo Franco Zeffirelli.
Successivamente l'opera è rientrata praticamente in repertorio.

## Cast della prima assoluta
| Personaggio    | Vocalità     | Interprete 14 agosto 1814 (direttore Alessandro Rolla) |
| -------------- | ------------ | ------------------------------------------------------ |
| Selim          | basso        | Filippo Galli                                          |
| Donna Fiorilla | soprano      | Francesca Maffei Festa                                 |
| Don Geronio    | basso        | Luigi Pacini                                           |
| Don Narciso    | tenore       | Giovanni David                                         |
| Prosdocimo     | basso        | Pietro Vasoli                                          |
| Zaida          | mezzosoprano | Adelaide Carpano                                       |
| Albazar        | tenore       | Gaetano Pozzi                                          |

## Trama

### Atto I
Nei pressi di Napoli, il poeta Prosdocimo, alla ricerca di un buon soggetto, s'imbatte in un gruppo di zingari, tra cui spicca la malinconica Zaida, invano consolata dall'amico Albazar (Nostra patria è il mondo intero). All'accampamento si avvicina Don Geronio, infelicemente sposato con Fiorilla, che passa tutto il tempo con diversi amanti: il marito chiede alle zingare di predirgli il futuro, ma persino le indovine deridono il pover'uomo, che si allontana indispettito (Vado in traccia d'una zingara).
Prosdocimo si avvicina agli zingari, chiedendo informazioni sulla loro provenienza, e Zaida allora confida al poeta la sua storia: un tempo favorita del principe turco Selim, viene ingiustamente calunniata dalle sue compagne di serraglio, gelose di lei, quindi condannata a morte e salvata solo con l'intervento di Albazar, che le salvò la vita e partì con lei e un gruppo di zingari. Prosdocimo la informa del prossimo arrivo a Napoli di un principe turco, che può intercedere per lei presso Selim.
Mentre Donna Fiorilla passeggia sulla spiaggia con le amiche (Non si dà follia maggiore), viene avvistata la nave del principe turco che attracca a poca distanza da Fiorilla: il principe è proprio Selim, (Bella Italia, alfin ti miro), che, incontrando Fiorilla, se ne invaghisce. I due si corteggiano, e la donna invita il principe a casa sua a prendere il caffè.
Prosdocimo incontra Narciso, uno degli amanti di Fiorilla, gelosissimo della donna: i due vengono a sapere dallo stesso Geronio dell'arrivo di in città di Selim, che è stato invitato a casa da sua moglie per il caffè: mentre il marito e l'amante fremono di gelosia, Prosdocimo si esalta, pensando al bellissimo argomento per il dramma che il caso gli sta offrendo (Un marito scimunito!).
In casa di Fiorilla, la donna civetta con Selim, ma il loro incontro viene turbato prima da Geronio, dapprima minacciato da Selim, ma salvato dalla moglie (che mente al principe turco, dicendogli che il marito è arrivato per omaggiarlo baciandogli il mantello in segno di rispetto), e poi da Narciso, che rinfaccia a Fiorilla la sua infedeltà e rimprovera a Geronio le libertà che concede alla moglie (Siete Turchi, non vi credo): disturbato dai due impiccioni, Selim dà appuntamento a Fiorilla quella notte stessa in riva al mare. Rimasti soli, marito e moglie litigano ancora una volta, e Fiorilla esce di casa facendo impazzire nuovamente il marito (Per piacere alla signora).
Sulla spiaggia avvengono però una serie di incontri e di equivoci continui: Selim ritrova Zaida e tra i due si riaccende la passione, ma l'incontro non sfugge agli sguardi della gelosa Fiorilla, seguita a sua volta da Geronio e da Narciso. Sotto gli occhi del divertitissimo Prosdocimo, si scatena una rissa tra le due donne, a malapena separate dai rispettivi fidanzati

### Atto II
Dopo lo scontro tra le due donne, Selim, ancora invaghito di Fiorilla, propone a Geronio di vendergliela, proprio come si usa in Turchia nel caso in cui il marito si stufi della moglie, ma Geronio rifiuta sdegnoso (D'un bell'uso di Turchia). Dal canto suo, Fiorilla è decisa a tenersi Selim come amante, e combina un incontro con questi e Zaida, imponendo al principe di scegliere quale partito prendere: indispettita, Zaida se ne va, e, dopo un iniziale battibecco, Selim e Fiorilla si riconciliano (Credete alle femmine).
Nel frattempo, Prosdocimo viene a sapere che Selim vuole rapire Fiorilla ad una festa mascherata, e dapprima consiglia a Zaida di travestirsi da Fiorilla, e in seguito suggerisce a Geronio di intervenire anch'egli alla festa vestito da turco. Narciso ode tutto e decide egli pure di travestirsi da Selim in modo da poter rapire Fiorilla (Tu seconda il mio disegno).
Durante la festa si susseguono una serie di equivoci: Zaida inganna Selim fingendo di essere Fiorilla, e Narciso, vestito da turco, fugge via con l'amante, sotto lo sconcerto di Geronio che non capisce quale delle due donne sia sua moglie (Oh, guardate, che accidente!).
Prosdocimo e Geronio vengono intanto a sapere che Zaida e Selim si sono finalmente riconciliati: di fronte a ciò, il poeta consiglia al marito di fingere rigore nei confronti della moglie, allontanandola da casa con un divorzio inviato per lettera. Al ricevere della missiva, Fiorilla si pente del suo comportamento indegno (Squallida veste, e bruna), e, reincontrandosi col marito, gli chiede perdono. Marito e moglie si riconciliano, e assistono, con Narciso, alla partenza di Selim e Zaida verso la Turchia (Rida a voi sereno il cielo).

## Struttura dell'opera
- Sinfonia

### Atto I
- 1 Introduzione Nostra patria è il mondo intero (Zaida, Albazar, Prosdocimo, Coro)
- 2 Cavatina Vado in traccia d'una zingara (Geronio)
- 3
  - Cavatina Non si dà follia maggiore (Fiorilla)
  - Coro Voga, voga, a terra, a terra
  - Cavatinetta Bella Italia alfin ti miro (Selim)
  - Duetto "Serva!" - "Servo" (Fiorilla, Selim)
- 3bis Aria Un vago sembiante (Narciso)
- 4 Terzetto Un marito scimunito! (Prosdocimo, Geronio, Narciso)
- 5 Quartetto Siete Turchi, non vi credo (Fiorilla, Selim, Geronio, Narciso)
- 6 Duetto Per piacere alla signora (Geronio, Fiorilla)
- 7 Finale I Gran meraviglie (Coro, Zaida, Selim, Prosdocimo, Narciso, Fiorilla, Geronio, Albazar)

### Atto II
- 8 Duetto D'un bell'uso di Turchia (Selim, Geronio)
- 9 Coro e cavatina Non v'è piacer perfetto - Se il zefiro si posa (Fiorilla)
- 10 Duetto Credete alle femmine (Selim, Fiorilla)
- 11 Recitativo accompagnato ed aria Intesi, ah! Tutto intesi - Tu secondo il mio disegno (Narciso)
- 11bis Aria Se ho da dirla, avrei molto piacere (Geronio)
- 12 Aria Ah, sarebbe troppo dolce (Albazar)
- 13 Coro Amor la danza mova
- 14 Quintetto Oh, guardate che accidente! (Geronio, Narciso, Zaida, Selim, Fiorilla, Coro)
- 15 Recitativo accompagnato e aria I vostri cenci vi rimando - Squallida veste e bruna (Fiorilla, Coro)
- 16 Finale II Son la vite sul campo appassita (Fiorilla, Geronio, Prosdocimo, Coro, Selim, Zaida, Narciso)

## Brani famosi
- Sinfonia
- Non si dà follia maggiore - cavatina di Fiorilla
- Bella Italia, alfin ti miro - duetto tra Fiorilla e Selim
- Per piacere alla signora - duetto tra Geronio e Fiorilla
- D'un bell'uso di Turchia - duetto tra Selim e Geronio
- Intesi! Ah, tutto intesi - aria di Narciso
- Squallida veste bruna - gran scena di Fiorilla

## Incisioni discografiche
| Anno | Cast (Selim, Fiorilla, Geronio, Narciso, Prosdocimo)                                     | Direttore            | Etichetta   |
| ---- | ---------------------------------------------------------------------------------------- | -------------------- | ----------- |
| 1954 | Nicola Rossi-Lemeni, Maria Callas, Franco Calabrese, Nicolai Gedda, Mariano Stabile      | Gianandrea Gavazzeni | EMI         |
| 1958 | Sesto Bruscantini, Graziella Sciutti, Franco Calabrese, Agostino Lazzari, Scipio Colombo | Nino Sanzogno        | Pantheon    |
| 1981 | Samuel Ramey, Montserrat Caballé, Enzo Dara, Ernesto Palacio, Leo Nucci                  | Riccardo Chailly     | Fonit Cetra |
| 1991 | Simone Alaimo, Sumi Jo, Enrico Fissore, Raúl Giménez, Alessandro Corbelli                | Neville Marriner     | Philips     |
| 1997 | Michele Pertusi, Cecilia Bartoli, Alessandro Corbelli, Ramón Vargas, Roberto De Candia   | Riccardo Chailly     | Decca       |
| 2007 | Marco Vinco, Alessandra Marianelli, Andrea Concetti, Filippo Adami, Bruno Taddia         | Antonello Allemandi  | Dynamic     |

## Videografia
| Anno | Cast (Selim, Fiorilla, Geronio, Narciso, Prosdocimo)                                           | Direttore               | Etichetta   |
| ---- | ---------------------------------------------------------------------------------------------- | ----------------------- | ----------- |
| 2003 | Ruggero Raimondi, Cecilia Bartoli, Paolo Rumetz, Reinaldo Macias, Oliver Widmer                | Franz Welser-Möst       | TDK         |
| 2009 | Simone Alaimo, Myrtò Papatanasiu, Bruno de Simone, Antonino Siragusa, Vincenzo Taormina        | Jonathan Webb           | Arthaus     |
|      | Lorenzo Regazzo, Silvia Dalla Benetta, Filippo Morace, Daniele Zanfardino, Giulio Mastrototaro | Giovanni Battista Rigon | Bongiovanni |